# غابرييل فالنتيني
غابرييل فالنتيني دا سيلفا (مواليد 26 سبتمبر 2000، لاعب كرة قدم برازيلي يجيد اللعب كلاعب وسط مع نادي الجزيرة الحمراء.

## مسيرة اللاعب
مثل نادي جوفنتودي في الفئات السنية و بعدها انتقل إلى الإمارات و لعب مع نادي النصر ونادي دبا الفجيرة والنادي العربي ونادي الجزيرة الحمراء.

## وصلات خارجية
غابرييل فالنتيني على موقع قاعدة بيانات كرة القدم.إي يو (الإنجليزية)